# Citizens National Bank (Восточный Кентукки)
Citizens National Bank (англ. Citizens National Bank [си́тизенс нейшнл бэнк], в переводе на русский язык — Городской Национальный Банк) — банк со штаб-квартирой в городе Пейнтсвилл в Кентукки. Второй по величине независимый банк в штате Кентукки с активами в размере 599,5 млн. долларов США (по состоянию на 30 июня 2010 года).
Является национальным банком и регулируется Управлением контролера валюты Министерства финансов США.

## История
Первоначально был открыт в здании на Мэйн-стрит в Пейнтсвилле 16 февраля 1910 года под названием Paintsville Bank and Trust Company. В 1917 году было построено новое двухэтажное здание, заменившее гораздо меньшее по размеру каркасное, находившееся на соседней улице. Затем, 3 января 1927 года, банк стал национальным и был переименован во Второй национальный банк Пейнтсвилля. Еще через несколько лет банк стал главным банком Пейнтсвилла и округа Джонсон. Поэтому 30 июня 1959 года в честь того, что банк является старейшим непрерывно действующим и самым популярным банком в округе, было принято решение о смене названия банка на Citizens National Bank. Через год, 15 февраля, было открыто новое отделение на углу Бродвея и Тент-стрит.
В конце 1970-х — начале 1980-х годов банк начал быстро расширяться. Чтобы удовлетворить потребности клиентов, 15 ноября 1978 года были открыты новые отделения. Во второй половине 1982 года была создана корпорация Citizens National Corporation, которая стала холдинговой компанией банка. Затем, 11 декабря 1985 года, корпорация продала облигации промышленного займа на сумму 2 млн. долларов США для строительства нового здания главного офиса рядом с Family Banking Center. 17 января 1988 года состоялось открытие нового четырехэтажного здания главного офиса.
За последнее десятилетие Citizens National Bank объединился с тремя другими банками: The Bank Josephine, Heritage Bank of Ashland и Kentucky National Bank. В настоящее время в округах Бойд, Картер, Файетт, Флойд, Гринуп, Джонсон, Магоффин и Пайк штата Кентукки насчитывается 17 отделений банка.

## Факты
- В 2007 году банк передал свою бывшую штаб-квартиру, расположенную по адресу Мэйн-стрит, 75, в дар городу Пейнтсвилл. Городскими властями это здание было переоборудовано под новую мэрию[5].
- В 1984 году банк передал старый офис компании Consolidation Coal Company в Ван-Лир историческому обществу Ван-Лир. Историческое общество открыло в нём в Музей шахтера[6].
- 18 августа 2010 году школа фармацевтики Midway College получила от банка пожертвование в размере 50 тыс. долларов США на строительство нового кампуса в Пейнтсвилле[7].